# Тулє-Кола
Тулє-Кола (перс. طوله كلا) — село в Ірані, у дегестані Дабуй-є Джонубі, у бахші Дабудашт, шагрестані Амоль остану Мазендеран. За даними перепису 2006 року, його населення становило 961 особу, що проживали у складі 253 сімей.

## Клімат
Середня річна температура становить 17,13°C, середня максимальна – 31,40°C, а середня мінімальна – 3,85°C. Середня річна кількість опадів – 863 мм.
| Клімат поселення                              | Клімат поселення | Клімат поселення | Клімат поселення | Клімат поселення | Клімат поселення | Клімат поселення | Клімат поселення | Клімат поселення | Клімат поселення | Клімат поселення | Клімат поселення | Клімат поселення | Клімат поселення |
| Показник                                      | Січ.             | Лют.             | Бер.             | Квіт.            | Трав.            | Черв.            | Лип.             | Серп.            | Вер.             | Жовт.            | Лист.            | Груд.            |                  |
| Середній максимум, °C                         | 11,12            | 11,49            | 14,39            | 20,45            | 24,22            | 27,90            | 31,12            | 31,40            | 28,72            | 23,74            | 18,34            | 14,06            |                  |
| Середня температура, °C                       | 7,47             | 7,85             | 10,76            | 16,82            | 20,58            | 24,27            | 26,19            | 26,44            | 23,77            | 18,80            | 13,40            | 9,12             |                  |
| Середній мінімум, °C                          | 3,85             | 4,23             | 7,13             | 13,19            | 16,94            | 20,64            | 21,26            | 21,50            | 18,84            | 13,86            | 8,45             | 4,18             |                  |
| Норма опадів, мм                              | 92               | 70               | 61               | 30               | 27               | 24               | 23               | 50               | 94               | 150              | 128              | 114              |                  |
| Середньомісячна швидкість вітру, м/с          | 2.02             | 2.50             | 2.50             | 2.43             | 2.37             | 2.44             | 2.46             | 2.16             | 2.00             | 1.90             | 2.00             | 2.06             |                  |
| Середньомісячна сонячна радіація, кДж/м²·день | 8322             | 10447            | 12508            | 15833            | 19849            | 21509            | 21239            | 18716            | 15414            | 12080            | 9604             | 7829             |                  |
| --------------------------------------------- | ---------------- | ---------------- | ---------------- | ---------------- | ---------------- | ---------------- | ---------------- | ---------------- | ---------------- | ---------------- | ---------------- | ---------------- | ---------------- |
| Джерело:                                      |                  |                  |                  |                  |                  |                  |                  |                  |                  |                  |                  |                  |                  |